# Gad Boriad
Gad Boriad fou un estat tributari protegit del Gujarat, governat per una dinastia rajput chauhan. La superfície era de 128 km² i la població d'11.263 habitants. Està situat al sud-est de Baroda i nor-est de Rajpeepla.

## Llista de thakurs
- Thakur Sahib Chandrasinhji vers 1900
- Thakur Sahib Omkarsinhji Chandrasinhji ?-1934
- Thakur Sahib Randhirsinhji Omkarsinhji 1934-?
- Thakur Shri Kandhirsinhji Chandrasinhji ?